# تشارلي رينولدز
تشارلي رينولدز (بالإنجليزية: Charlie Reynolds)‏ هو لاعب كرة قاعدة أمريكي، ولد في 31 يوليو 1857 في Allegany, New York ‏ في الولايات المتحدة، وتوفي في 1 مايو 1913 في بوفالو في الولايات المتحدة.

## وصلات خارجية
- تشارلي رينولدز على موقعبيزبول رفرنس.كوم (الدوري الرئيسي) (الإنجليزية)